# Sparrmannia africana
Sparrmannia africana L.f., comunemente nota come canapa africana o tiglio africano, è una pianta ornamentale della famiglia Malvaceae, nativa del Sudafrica.

## Distribuzione e habitat
È un endemismo della Provincia del Capo del Sudafrica

## Coltivazione
Di interesse decorativo, è una pianta che può essere tenuta nel vaso e riprodotta per talea o anche per semina. Come pianta da appartamento, si distingue per l'estrema rapidità di crescita.
Coltivata in un posto abbastanza luminoso, produce dei fiori simili a quelli del tiglio.